# Hassle Records
La Hassle Records è un'etichetta discografica indipendente con sede a Londra. L'azienda è stata fondata nel 2005 da Chris Baker. I suoi prodotti sono distribuiti da PIAS Group; dal 2009 la Rude Records distribuisce il catalogo per il mercato europeo.

## Storia
Ian "Wez" Westley e Nigel Adams lavoravano all'etichetta australiana Mushroom, ma quando questa fu venduta alla Warner Music, decisero di mettersi in proprio fondando le label Eat Sleep, più orientata verso l'indie rock, e la Sore Point, dedicata a progetti di musica più pesante. Quest'ultima ha pubblicato album di artisti come Alexisonfire e The Used, oltre al primo lavoro dei Fall Out Boy (Take This to Your Grave); obbligata a chiudere a causa di controversie con Ministry of Sound, fu fondata nel 2005 la Hassle Records, come prosieguo di questa esperienza (mentre Eat Sleep divenne Full Time Hobby).
Il primo disco pubblicato fu l'EP dei Juliette & The Licks, ...Like a Bolt of Lighting. L'etichetta proseguì poi nella pubblicazione in Europa di importanti artisti statunitensi, oltre che impegnarsi nel management di alcuni gruppi e rappresentare nuove band

## Artisti
Artisti sotto contratto con la Hassle Records al 16 ottobre 2020.

### Attuali
- Blood Command
- Brutus
- Gloo
- Petrol Girls
- Phoxjaw
- Press Club
- Stake
- Swedish Death Candy
- The Homeless Gospel Choir
- The Joy Formidable
- The Used
- Wess Meets West

### Passati
- A Skylit Drive
- 65daysofstatic
- Alexisonfire
- Alkaline Trio
- Attack! Attack!
- August Burns Red
- Balance & Composure
- Black Lung
- Blitz Kids
- Cancer Bats
- Canterbury
- Casey
- Death Spells
- DZ Deathrays
- Elegies
- Fact
- Fireworks
- Frank Iero
- Four Year Strong
- Juliette & The Licks
- Juliette Lewis
- Lonely the Brave
- Max Raptor
- Paceshifters
- Pagan
- Rolo Tomassi
- Senses Fail
- Spinnerette
- The James Cleaver Quintet
- The Get Up Kids
- Thousand Foot Krutch
- Thursday
- Trash Talk
- Tubelord
- Turbowolf
- Under the Influence
- We Are the Ocean